# Martinet (oiseau)
Pour les articles homonymes, voir Martinet.
Taxons concernés
Plusieurs espèces de la famille des Apodidae
parmi les genres
- Aeronautes
- Apus
- Chaetura
- Cypseloides
- Cypsiurus
- Hirundapus
- Mearnsia
- Neafrapus
- Panyptila
- Rhaphidura
- Schoutedenapus
- Streptoprocne
- Tachornis
- Tachymarptis
- Telacanthura
- Zoonavenamodifier

Martinet est le nom vernaculaire donné en français à plusieurs espèces d'oiseaux migrateurs de la famille des Apodidae. La famille des Apodidae regroupe les martinets et les salanganes. Ils sont souvent confondus avec l'hirondelle.
La faiblesse de leurs pattes, la taille de leurs ailes et le fait qu'on ne les voit qu'en vol ont contribué à répandre la croyance selon laquelle ils ne peuvent s'envoler une fois à terre. En réalité, seul un oiseau malade ou blessé est incapable de s'envoler.
Le martinet est capable de rester en vol pendant une très longue durée. Une étude de la station ornithologique suisse de Sempach a enregistré un spécimen qui est resté plus de six mois sans se poser. Le martinet noir (Apus apus) peut quant à lui voler plus de 99 % du temps en dehors des périodes de reproduction, ce qui peut représenter un vol continu de dix mois.
En France, trois espèces présentes sur le territoire disposent de ce nom vernaculaire :
- Le martinet noir (Apus apus), l'espèce la plus commune, visible dans toute l'Europe.
- Le martinet pâle (Apus pallidus), se trouvant à l'extrême sud de la France et de l'Europe.
- Le martinet à ventre blanc (Tachymarptis melba), de l'Europe méridionale, est visible dans les régions montagneuses et dans les villes.

Ces espèces sont protégées en France et en Suisse.
Autrefois, les martins-pêcheurs étaient appelés martinet pescheur. Il en est de même pour les martins chasseurs. La confusion s'est également produite en anglais à partir du normand puisque les martins y sont des hirondelles. À noter qu'en catalan, le terme martinet désigne les échassiers du genre Nycticorax dont fait partie le bihoreau gris.

## Alimentation
Les martinets ne se nourrissent qu'en vol. Le régime alimentaire des martinets est presque exclusivement composé d'insectes volants.

## Pressions, état des populations
Comme tous les insectivores, le martinet subit l'impact de l'usage croissant des insecticides, qui déciment une partie de ses proies et qui peuvent poser des problèmes de bioaccumulation dans le réseau trophique.
Cinquante ans après la publication (en 1962) par Rachel Carson de son livre Printemps silencieux (Silent Spring) accusant le DDT d'être cancérigène et reprotoxique (il empêche la bonne reproduction des oiseaux en amincissant la coquille de leurs œufs), une étude d'histoire environnementale a analysé au Canada une couche de guano de martinets accumulé dans un dortoir utilisé par ces oiseaux de 1940 à nos jours, prouvant que le DDT a effectivement eu un impact considérable sur les oiseaux insectivores en général et sur les martinets en particulier, en détruisant un grand nombre des insectes dont ils se nourrissent (coléoptères notamment, leurs proies les plus grosses et nourrissantes),.  En Ontario où s'est faite cette étude, la population de martinets a chuté de plus de 90 % en quelques décennies.
La présence et l'abondance du martinet Apus apus est d'ailleurs considérée comme bioindicatrice d'une faible contamination de l'environnement par les polluants organiques persistants (POP).

## Liste des espèces
- Martinet des Andes – Aeronautes andecolus
- Martinet à gorge blanche – Aeronautes saxatalis
- Martinet montagnard – Aeronautes montivagus

- Martinet d'Assam – Apus acuticauda
- Martinet des maisons – Apus affinis
- Martinet du Cap-Vert – Apus alexandri
- Martinet noir – Apus apus
- Martinet malgache – Apus balstoni
- Martinet du Cap – Apus barbatus
- Martinet de Bates – Apus batesi
- Martinet de Berlioz – Apus berliozi
- Martinet de Bradfield – Apus bradfieldi
- Martinet cafre – Apus caffer
- Martinet de Cook – Apus cooki
- Martinet horus – Apus horus
- Martinet de Blyth – Apus leuconyx
- Martinet du Nyanza – Apus niansae
- Martinet malais – Apus nipalensis
- Martinet de Sibérie – Apus pacificus
- Martinet pâle – Apus pallidus
- Martinet de Salim Ali – Apus salimalii
- Martinet de Fernando Po – Apus sladeniae
- Martinet unicolore – Apus unicolor

- Martinet d'André  – Chaetura andrei
- Martinet polioure – Chaetura brachyura
- Martinet de Chapman – Chaetura chapmani
- Martinet à croupion gris – Chaetura cinereiventris
- Martinet de Bolivie – Chaetura egregia
- Martinet du Costa Rica – Chaetura fumosa
- Martinet chiquesol – Chaetura martinica
- Martinet de Sick – Chaetura meridionalis
- Martinet ramoneur – Chaetura pelagica
- Martinet spinicaude – Chaetura spinicaudus
- Martinet de Vaux – Chaetura vauxi

- Martinet à points blancs – Cypseloides cherriei
- Martinet à menton blanc – Cypseloides cryptus
- Martinet fuligineux – Cypseloides fumigatus
- Martinet à plastron blanc – Cypseloides lemosi
- Martinet sombre – Cypseloides niger
- Martinet de Rothschild – Cypseloides rothschildi
- Martinet à tête grise – Cypseloides senex
- Martinet de Storer – Cypseloides storeri

- Martinet batassia – Cypsiurus balasiensis
- Martinet des palmes – Cypsiurus parvus
- Martinet de Madagascar – Cypsiurus gracilis

- Martinet épineux – Hirundapus caudacutus
- Martinet des Célèbes – Hirundapus celebensis
- Martinet de Cochinchine – Hirundapus cochinchinensis
- Martinet géant – Hirundapus giganteus

- Martinet papou – Mearnsia novaeguineae
- Martinet des Philippines – Mearnsia picina

- Martinet de Böhm – Neafrapus boehmi
- Martinet de Cassin – Neafrapus cassini

- Martinet de Cayenne – Panyptila cayennensis
- Martinet de San Geronimo – Panyptila sanctihieronymi

- Martinet leucopyge – Rhaphidura leucopygialis
- Martinet de Sabine – Rhaphidura sabini

- Martinet de Shoa – Schoutedenapus myoptilus

- Martinet à collier interrompu – Streptoprocne biscutata
- Martinet des tépuis – Streptoprocne phelpsi
- Martinet à collier roux – Streptoprocne rutila
- Martinet à nuque blanche – Streptoprocne semicollaris
- Martinet à collier blanc – Streptoprocne zonaris

- Martinet pygmée – Tachornis furcata
- Martinet petit-rollé – Tachornis phoenicobia
- Martinet claudia – Tachornis squamata

- Martinet marbré – Tachymarptis aequatorialis
- Martinet à ventre blanc – Tachymarptis melba

- Martinet de Chapin – Telacanthura melanopygia
- Martinet d'Ussher – Telacanthura ussheri

- Martinet de Grandidier – Zoonavena grandidieri
- Martinet indien – Zoonavena sylvatica
- Martinet de Sao Tomé – Zoonavena thomensis